# Ганс Фарні
Ганс Фарні (нім. Hans Fahrni, * 1 жовтня 1874, Прага — † 28 травня 1939, Берн) — швейцарський шахіст і теоретик шахів.

## Кар'єра
Перший вагомий титул — 1-2 місця в чемпіонаті Швейцарії 1892 року.
Найкращі результати в міжнародних турнірах:
- Гамбург (1905) — 2-3 місця
- Бармен (1905, турнір «Б») — 4-6 місця
- Мюнхен (1909) — 1 місце
- Сан-Ремо (1911) — 1 місце

Найвідоміші матчі провів проти:
- Шпільмана (Мюнхен, 1907 рік; +3 -5 =2) і (Мюнхен, 1910; +3 -4 =4)
- Сальво (Прага, 1908; +3 -1 =1)
- фон Барделебена (Мюнхен, 1912; +3 =1)
- Леонгардта (Мюнхен, 1914; +1 -1)
- Селезньова (Тріберг, 1916; +2 -2 =2)
- Тайхмана (Цюрих, 1917; -2 =2)

Автор двох відомих шахових книг: Das Endspiel im Schach. Lehrreiche Beispiele (Ляйпціг, 1917) і Die Aljechin-Vertedigung (Берн, 1922)